# (2664) Everhart
(2664) Everhart est un astéroïde de la ceinture principale découvert le 7 septembre 1934 par l'astronome allemand Karl Wilhelm Reinmuth. Le lieu de découverte est Heidelberg (024). Sa désignation provisoire était 1934 RR.
Sa distance minimale d'intersection de l'orbite terrestre est de 0,945117 ua.